# Grégory Bettiol
Grégory Bettiol (* 30. März 1986 in Villefranche) ist ein französischer Fußballspieler auf der Stürmerposition.

## Karriere

### Verein
Seine Karriere begann der 1,80 Meter große Mittelstürmer beim französischen Topklub Olympique Lyon. In der Reservemannschaft des Vereins war er zusammen mit Mourad Benhamida die tragenden Säule des Teams und es gelang der Titelgewinn in der zweiten Amateurliga Frankreichs. In der Folgesaison stand er im Profikader. Doch hier kam er nicht über die Reservistenrolle hinaus und war oft nur Zuschauer. Sein Debüt in der Ligue 1 gab Bettiol am 17. September 2006 im Ligaspiel gegen den RC Lens, als ihn OL-Trainer Gérard Houllier in der 68. Minute für Kim Källström einwechselte. Da Bettiols Vertrag im Sommer 2007 auslief, konnte er ablösefrei zum Ligue-1-Absteiger ES Troyes wechseln. Hier erhofft er sich mehr Einsätze als zuletzt beim Meister. Beim 1:0-Sieg am 27. Juli 2007 gegen EA Guingamp gab er sein Debüt für Troyes, als er eingewechselt wurde. Sein erstes Tor für den neuen Klub erzielte er am 24. September 2007 gegen den SC Bastia. Insgesamt sollte er in 36 Spielen nur vier Tore erzielen. Der Aufstieg gelang nicht, es wurde lediglich der 6. Platz erreicht. Zum Folgejahr kam Bettiol gut in die Saison, viel jedoch nach einer Verletzung bereits ab September, abgesehen von einem kurzen Comeback im November, für den Rest der Saison aus. Troyes stieg am Saisonende in die National (D3) ab. Mit Beginn der Spielzeit 2009/10, und in neuer Klasse, setzte Trainer Patrick Rémy wieder verstärkt auf seinen Angreifer, der dadurch schließlich wieder zur Stammkraft wurde. Als Tabellendritte schaffte der Klub den sofortigen Wiederaufstieg in die Ligue 2. Unter Neu-Trainer Jean-Marc Furlan, der im Februar 2010 verpflichtet wurde, hielt Bettiol seine Stellung im Team. Auch 2010/11 baut Furlan weiter auf dem Mittelstürmer.

### Nationalmannschaft
Bettiol war bisher für verschiedene Jugendmannschaften seines Landes auf Torejagd. 2004 wurde er von Trainer und ehemaligen französischen A-Nationalspieler Jean Gallice ins Aufgebot der U-18 für den „Slovakia Cup“ berufen.

## Erfolge
- Französischer Meister mit Olympique Lyon: 2007
- Aufstieg in die Ligue 2 mit ES Troyes AC: 2010 (3. Platz)